# Every Six Seconds
Every Six Seconds è il secondo album in studio del gruppo musicale statunitense Saliva, pubblicato nel 2001. È il loro primo album con l'etichetta Def Jam/Island Records.
Nel 2023 la rivista Loudwire l'ha inserito al quarantaquattresimo posto nella sua lista dei 50 migliori album nu metal di sempre.

## Descrizione
Le canzoni "Superstar" e "Click Click Boom" sono incluse nel film Fast and Furious, ma non lo sono nella colonna sonora ufficiale; il video di "Click Click Boom" è incluso nel DVD Edizione Speciale. "Superstar" venne usata come canzone tematica nel WWE Wrestlemania X8 (18), dove la band suonò la canzone dal vivo. "Click Click Boom" venne anche usata come canzone tematica per l'evento pay-per-view WWE No Mercy nell'ottobre del 2001 e si trova nella colonna sonora delle Talladega Nights.
Nel 2001 i Saliva crearono un singolo per il videogioco Spyhunter. Sebbene il singolo non sia incluso nel CD, il video di "Your Disease" venne incluso nel gioco come apribile.
Il titolo dell'album trae ispirazione da una credenza popolare moderna secondo la quale gli uomini penserebbero al sesso ogni sei secondi, come peraltro si evince dalla copertina vagamente suggestiva.
Nel 2008 l'album è stato premiato dalla RIAA con un disco di platino.

## Accoglienza
Steve Huey, critico della rivista AllMusic, giudicò in modo positivo la capacità del gruppo di "uscire da esordi oscuri competendo a modo suo con le sonorità pesanti dei primi anni 2000, anche se con episodi nu metal e rap metal un po' forzati e creati apposta per attenersi alle tendenze musicali dell'epoca".

## Tracce
1. Superstar - 4:03
2. Musta Been Wrong - 3:33
3. Click Click Boom - 4:12
4. Your Disease - 4:00
5. After Me - 3:52
6. Greater Than/Less Than - 4:50
7. Lackluster - 5:12
8. Faultline - 3:49
9. Beg - 3:40
10. Hollywood - 3:50
11. Doperide - 3:26
12. My Goodbyes - 6:29

## Formazione
- Josey Scott - voce
- Wayne Swinny - chitarra
- Dave Novotny - basso
- Chris D'Abaldo - chitarra
- Paul Crosby - batteria, percussioni

## Singoli
- Click Click Boom
- Your Disease
- After Me

## Posizioni in classifica

### Album
| Anno | Hit parade        | Posizione |
| ---- | ----------------- | --------- |
| 2001 | Top Heatseekers   | #1        |
| 2001 | The Billboard 200 | #56       |

### Singoli
| Anno | Singolo            | Hit parade             | Posizione |
| ---- | ------------------ | ---------------------- | --------- |
| 2001 | "Click Click Boom" | Mainstream Rock Tracks | #15       |
| 2001 | "Click Click Boom" | Modern Rock Tracks     | #25       |
| 2002 | "Your Disease"     | Mainstream Rock Tracks | #3        |
| 2002 | "Your Disease"     | Modern Rock Tracks     | #7        |
| 2002 | "After Me"         | Mainstream Rock Tracks | #31       |